# 马尼克普尔萨尔哈特
马尼克普尔萨尔哈特（Manikpur Sarhat），是印度北方邦Chitrakoot县的一个城镇。总人口14915（2001年）。

## 人口
该地2001年总人口14915人，其中男性7974人，女性6941人；0—6岁人口2619人，其中男1328人，女1291人；识字率61.74%，其中男性为71.71%，女性为50.28%。